# 文礼館
文礼館（ぶんれいかん）は、江戸時代後期に三河国刈谷藩に作られた藩校である。

## 沿革
土井氏が西尾藩主時代に儒学者の国枝再賢を招聘して設立した学校が前身。天明3年（1783年）、土井利徳は美濃国の儒学者の秦子恭を招聘して文礼館を開いた。全国的にみて早い時期に開校した藩校である。校名は中国の鶡冠子（かつかんし）の言葉「文礼の野しき（いやしき）は禽獣に同じ、則（すなわち）、言語の暴き（あらき）は蠻夷（ばんい）と同じ謂（いわれ）なり」に由来する。建物は刈谷城大手門の外側にあった。
一時期途絶えたが、1868年（慶応4年）に再興されて1871年（明治4年）まで続いた。再興後の組織は館長、副館長、教頭、教授、助教授、句読師、算術師、習字師、主簿だった。教員は約12人、庶務係である主簿は2人。生徒は通学者が約200人、寄宿者が約30人だった。明治初年には英文科が創設され、1869年（明治2年）には出版事業にも手を出した。
明治期には刈谷義校（初等学校）に転換。1873年（明治6年）には第一番小学刈谷学校となり、1886年（明治19年）には尋常小学刈谷学校となった。この学校は1908年（明治41年）に亀城尋常高等小学校となり、現在は刈谷市立亀城小学校となっている。1973年（昭和48年）の創立100周年を記念して、亀城小学校の校庭には「文礼の塔」が建てられた。

## 主な教授
- 秦子恭（1716-1791）

美濃国本巣郡真桑村出身の儒学者。服部南郭の門で学んだ。
- 秦鼎（1861-1831）

秦子恭の長男。細井平洲に学んだ。無量寿寺の八橋碑に名が刻まれている。
- 伊藤両村（1796-1859）

尾張国中島村の庄屋であり儒学者。江戸の昌平坂学問所で学んだ。
- 薄井龍之（1829-1916）

信濃国伊那郡飯田出身。昌平坂学問所や頼三樹三郎や佐久間象山に学んだ。明治初年に再興された文礼館の館長を務めた。